# Javier Echevarría Rodríguez
Pour les articles homonymes, voir Javier Echevarría.
Javier Echevarría Rodríguez ou simplement Javier Echevarría, né à Madrid le 14 juin 1932 et mort à Rome le 12 décembre 2016, est un évêque catholique espagnol, prélat de l'Opus Dei de 1994 à sa mort.

## Biographie
Javier Echevarría devient membre de l'Opus Dei en 1948 et est ordonné prêtre pour l'Opus Dei le 7 août 1955. Il est docteur en droit civil et en droit canonique. Collaborant étroitement avec Josémaria Escriva, qui en fait son secrétaire dès 1953, il devient membre du Conseil général de l'Opus Dei en 1966. Lorsque Alvaro del Portillo succède en 1975 à Escriva, qui vient de mourir, à la tête de l'Opus Dei, il est nommé secrétaire général, charge qu'Alvaro del Portillo avait assumée jusqu'alors. En 1982, après l'érection de l'Opus Dei en prélature personnelle, il en devient le vicaire général. 
À partir de 1981, Javier Echevarría est consulteur de la Congrégation pour les causes des saints et, à partir de 1995, consulteur de la Congrégation pour le clergé. 
Après son élection et sa confirmation par le pape comme prélat de l'Opus Dei le 20 avril 1994, il est consacré évêque par Jean-Paul II le 6 janvier 1995 en la basilique Saint-Pierre de Rome, avec comme co-consécrateurs Giovanni Battista Re et Jorge María Mejía.
En 2014, il nomme Fernando Ocáriz comme vicaire auxiliaire et Mariano Fazio comme vicaire général de l'œuvre, leur déléguant ainsi les tâches quotidiennes de gouvernement pour se consacrer à ses fonctions épiscopales ainsi qu'à la visite des malades. Fernando Ocáriz lui succède en janvier 2017.

## Publications
- (es) Memoria del Beato Josemaría Escrivá, entrevista con Salvador Bernal, Ediciones Rialp, Madrid, 2000,  (ISBN 978-8432133053).
- (es) Itinerarios de Vida Cristiana, Editorial Planeta, Barcelone, 2001,  (ISBN 978-8408037859).
- (es) Para servir a la Iglesia: homilías sobre el sacerdocio (1995-1999), Rialp, Madrid, 2001,  (ISBN 978-8432133589).
- (es) Eucaristía y vida cristiana, Rialp, Madrid, 2005,  (ISBN 978-8432135576).
- (es) Getsemaní, Planeta Testimonio, Barcelone, 2005,  (ISBN 978-8408057857).
- (en) Paths to God - Building a Christian Life in the 21st Century, Scepter Publishers, New York, 2010,  (ISBN 978-1594170850).
- (de) Tut dies zu meinem Gedächtnis - Die heilige Messe im Leben des Christen, Adamas-Verlag, Cologne, 2011,  (ISBN 978-3937626178).
- Vivre la sainte messe, Le Laurier, Paris, 2010.